# Thoracocharax
Thoracocharax es un género de peces de agua dulce de la familia Gasteropelecidae en el orden Characiformes. Las 2 especies que lo integran son habituales peces de acuarismo; allí son denominadas popularmente pechitos, peces hacha, tetras hacha o peces voladores. En ambas la longitud total ronda los 7 cm. Se distribuye en los cursos fluviales del norte y centro de Sudamérica cálida, hacia el sur hasta la cuenca del Plata, llegando por el sur hasta el Río de la Plata superior, en el centro-este de la Argentina y Uruguay. 

## Taxonomía
Este género fue descrito originalmente en el año 1907 por el zoólogo estadounidense Henry Weed Fowler.
Especies
Este género se subdivide en sólo 2 especies:
- Thoracocharax securis (De Filippi, 1853)
- Thoracocharax stellatus (Kner, 1858)

## Distribución geográfica
Se encuentra en Sudamérica, en las cuencas del Orinoco, del Amazonas y del Plata.